# Rubén Sánchez Mohedas
Rubén Sánchez Mohedas (San Sebastián, Guipúzcoa, 9 de mayo de 1975) es un árbitro de baloncesto español de la liga ACB. Pertenece al Comité de Árbitros Vasco. Actualmente trabaja como Coordinador del grupo 2 de árbitros de la FEB

## Trayectoria
Rubén Sánchez ascendió a la liga Eba en el año 2001, en el año 2002 ascendió a la liga femenina y a la leb perteneciendo al Grupo 1 de la Federación Española durante 7 años. 
En su trayectoria ha estado en  4 ediciones de la  copas de la reina arbitrando en 2 finales. Ha arbitrado 4 súper copas féminas, una copa de leb plata y una final de la copa del príncipe. En su último año en la FEB arbitró la final de la copa de la reina en Salamanca y el partido entre el Melilla y el Tenerife de la final a cuatro del 2009 por el ascenso a la ACB, disputada en Fuenlabrada. 
Ascendió a la Liga ACB en el 2009, juntamente a Jacobo Rial Barreiro. Lleva arbitrados más de 250 partidos, arbitrando partidos de play off en 4 temporadas. 

## Temporadas
| Categoría        | País   | Año               |
| ---------------- | ------ | ----------------- |
| Categorías bases | España | 1989 - 1990       |
| Liga LEB         | España | 1990 - 2009       |
| Liga ACB         | España | 2009 - Actualidad |